# Ioan Taloș
Ioan Taloș (n.  ?, Giurtelecu Șimleului, România – d. 1946, Giurtelecu Șimleului, Măeriște, Sălaj, România) a fost un preot greco-catolic, protopop și deputat. El a fost ales deputat în districtul electoral al Șimleului în 1918.

## Viața și activitatea
În noiembrie 1918 Ioan Taloș a fost ales deputat în districtul electoral al Șimleului, stabilit în 1910. Potrivit lui Corneliu Coposu, Ioan Taloș s-a aflat "între deputații care au votat, cu mare însuflețire, unirea Transilvaniei cu România".
La inceputul secolului al XX, Ioan Taloș a preluat postul de paroh la Giurtelecu Șimleului de la Vasile Criste, care la 1897 a publicat "Predice pentru dominecile de preste anu compuse și elucrate dupa Catechismul lui Deharbe". În sedința cons. din 18 august 1926 a Eparhiei de Cluj-Gherla, condusă de Iuliu Hossu, Ioan Taloș este numit protopop onorar, cu facultatea de a purta brâu roșu.
Ioan Taloș a fost unul dintre cei mai importanți animatori ai vieții sociale și culturale din Șimleu Silvaniei, in prima jumatate a secolului al XX-lea. In perioada 20-23 august 1928, Ioan Taloș participă la exerciții sprituale desfasurate la biserica greco-catolică din Șimleu Silvaniei.
La început de criză economică salariul preotului Ioan Taloș pe octombrie-decembrie 1929 a fost de 20.479 lei. Pe 18 aprilie 1935 Ioan Taloș a participat la o ședință a preoților din districtul Supurului pentru a protesta contra noului proiect de lege privind salarizarea preoților.
Potrivit sematismului din 1934, Ioan Taloș era administrator paroh la parohia Giurtelecu Șimleului; Cantor: Nistor Sălăjan, Curator: Flore Lazăr. Parohie veche. Biserică de piatră zidită la 1819. Hramul: Sf. Arhangheli. Casa parohială de caramidă zidită în 1854. Matricole de la 1815. Asoc. Relig. Reuniunea Sf. Maria cu 45 membri. Distanța de la sediul protopopesc: 20 km. Poșta: Sărmășag. Gara: In loc; Plasa: Șimleu. Numarul sufletelor: 1511. În 1938, Ioan Taloș este numit asesor al Protopopiatului Supurului.
Dirijorul Marius Cuteanu își amintea că "în primăvara anului 1943 au cântat Sf. Liturghie la Jurtelec": "Biserica era ticsită de lume. Sfânta slujbă cor-preot se desfășura foarte frumos când deoadată preotul Ioan Taloș parcă înecat s-a oprit într-un mod neobișnuit, n-a rostit mai mult timp nici un cuvânt. M-a fulgerat ideea că preotul a suferit un stop cardiac sau vreun accident vascular. Un corist care a fugit până jos să vadă ce s-a întâmplat, m-a informat că l-a găsit pe preot plângând, cu capul rezemat de interiorul iconostasului. După încheierea Sf. Liturghie, preotul s-a adresat corului și și-a cerut scuze pentru momentul neobișnuit pe care l-a produs, nemaiputându-se stăpâni și l-au înecat lacrimile fiind profund mișcat de măreția și armonia corului. La ieșire mulți credicioși ne-au întrebat când vom mai veni la Jurtelec, că tare frumoasă priceasnă a cântat corul, dar între timp a apărut și domnul învățător Daniil Graur care a exprimat mulțumiri din partea sa și a doamnei sale care a insistat să fie adusă la biserică cu toate că era bolnavă, paralizată și a ascultat de afară Sf. Liturghie cu cor, stând tot timpul sprijinită și nemișcată în trăsură. Am acceptat cu drag invitația jurtelecanilor și am venit de mai multe ori în acest sat românesc, ospitalier și le-am cântat și alte pricesne frumoase. Cu o ocazie am asistat după Sf. Liturghie la o ședință de judecată în curtea bisericii. Judecător împăciuitor era chiar părintele satului Ioan Taloș, care cu înțelepciune și dreptate a rezolvat diferendele ivite de o bucată de timp între unii săteni spre mulțumirea și împăcarea tuturor, așa că nimeni nu mai avea de căutat dreptate la judecătorii sau tribunale din Zalău sau Cluj. M-am gândit de multe ori, ce frumos ar fi dacă peste tot, în toate satele noastre românești, sfânta dreptate strămoșească și creștinească ar fi slujită ca în Jurtelecul acelor ani." La jumatatea anilor 1940, cunoscutul scriitor Alexandru Rațiu a preluat postul de administrator parohial în Giurtelecu Șimleului.
Predecesorul sau, învățătorul "Teodor Taloș din Giurtelecu Șimleului, avea 4 clase normale și preparandia din Năsăud".